# New Cumberland (Virginia Occidental)
New Cumberland es una ciudad ubicada en el condado de Hancock en el estado estadounidense de Virginia Occidental. En el Censo de 2010 tenía una población de 1103 habitantes y una densidad poblacional de 228,96 personas por km².

## Geografía
New Cumberland se encuentra ubicada en las coordenadas 40°31′37″N 80°37′1″O / 40.52694, -80.61694. Según la Oficina del Censo de los Estados Unidos, New Cumberland tiene una superficie total de 4.82 km², de la cual 3.16 km² corresponden a tierra firme y (34.41%) 1.66 km² es agua.

## Demografía
Según el censo de 2010, había 1103 personas residiendo en New Cumberland. La densidad de población era de 228,96 hab./km². De los 1103 habitantes, New Cumberland estaba compuesto por el 97.55% blancos, el 0% eran afroamericanos, el 0% eran amerindios, el 0.54% eran asiáticos, el 0% eran isleños del Pacífico, el 0.36% eran de otras razas y el 1.54% pertenecían a dos o más razas. Del total de la población el 1.36% eran hispanos o latinos de cualquier raza.